# 歌川国一
歌川 国一（うたがわ くにかず、生没年不詳）とは、江戸時代の浮世絵師。

## 来歴
二代目歌川豊国の門人。歌川の画姓を称し、作画期は文政から天保の頃にかけてとされる。文政11年（1828年）建立の豊国先生瘞筆之碑に「二代目豊国社中」として「国一」の名があるが、その他の経歴や作については不明である。